# هينساتشي (معيار أكاديمي)
هينساتشي (باليابانية 偏差値)، هو معيار وترتيب لدرجة صعوبة اختبارات القبول في الجامعات اليابانية. يستخدم ترتيب هينساتشي في ترتيب الجامعات أفقيًا، حيث تكون الحاصلة على الدرجات العالية في الأعلى وتكون الأضعف في أسفل الترتيب. يوضح ترتيب هينساتشي للطلبة الراغبين في الالتحاق بالجامعة الدرجات التي يجب أن يحرزوها في اختبارات القبول لكي يضمنوا فرصة كبيرة في النجاح. قبل امتحانات القبول في الجامعات التي تبدأ في يناير وأبريل من كل عام في اليابان، تقوم مؤسسات أخرى بإجراء اختبارات مماثلة تجريبية للطلاب ليقارنوا أداءهم بدرجة هينساتشي المطلوبة التي تمكنهم من دخول الكلية أو قسم في الكلية، حيث أن بعض الجامعات تكون لديها معايير متفاوتة في درجة هينساتشي في الأقسام المختلفة فيها.

## تأثيره
تمكن درجة هينساتشي الطلاب من قياس أدائهم ومواطن الضعف فيه ليتمكنوا من التعامل معها قبل بدء اختبارات القبول الحقيقة، فيظفروا بفرص أعلى للنجاح فيها. إلا أن لها تأثيرًا مختلفًا عند أولئك الذين يكون أداءهم ضعيفًا ميؤوسًا منه، فيؤدي بهم معيار هينساتشي إلى التوقف عن خوض اختبارات القبول والاستسلام لواقعهم. حيث أن 15% بالمائة فقط من الطلاب يكون لديهم شهادات جامعية، وأما السواد الأعظم فيتوقف عند الثانوية أو قبل ذلك.